# カンフーガールズ
カンフーガールズは、日本の女性アイドルグループである。2022年5月に功夫少女（カンフーガールズ）として結成され、2023年5月にカンフーガールズへ表記の変更が行われた。2023年9月に活動休止。

## 概要
5月14日に渋谷SOUND MUSEUM VISIONにてデビュー。「中華カルチャー」をコンセプトとして、王道アイドルソングに中国楽器アレンジを加えた楽曲や、キャッチーな振り付けが印象的な女性アイドルグループ。
キャッチフレーズは「あなたの心の桃源郷」。

## 来歴

### 2022年
- 5月14日　渋谷SOUND MUSEUM VISION にて開催された「デビュー単独公演『初陣・桃園決起』」においてデビューした。[t 1]
- 6月18日　単独公演「赤壁閃電」を新宿WALLYにて開催。[t 2][2]
- 6月28日　緑川 希星と兵頭 妃華が「HADOアイドルウォーズ USEN CUP」に出場。[3][t 3][t 4]
- 7月3日　兵頭 妃華が埼玉県越谷市 しらこばと水上公園で開催された「近代麻雀水着祭2022〜THE SHOWTIME PEAK&PINE COLLECTION〜」に出演。[t 5]
- 7月9.10日　初の名古屋遠征となる「NAGOYA IDOL SUMMIT」Day1,Day2に出演。[t 6][t 7]
- 7月18日　単独公演「明鏡渭水」を恵比寿CreAtoにて開催。[t 8]
- 8月6日　緑川 希星が世界最大のアイドルフェス「TOKYO IDOL FESTIVAL 2022」内で開催された「TOKYO GRAVURE IDOL FESTIVAL 2022」に出演。[t 9]
- 8月20.21日　初の大阪遠征、「OSAKA MECCHA SUKIYANEN」Day1,Day2に出演。[t 10][t 11]
- 9月6日　藍谷 依茉がファッションブランド「Rmine」の公式通販サイトのモデルとして掲載。[t 12]
- 9月17日　咲月 仁乃が埼玉県越谷市 しらこばと水上公園で開催された「近代麻雀水着祭2022 -THE COLLECTION sugar-」に出演。同イベント内のファッションショーにも出演。[t 13]
- 9月24日～9月30日　咲月 仁乃が「TGC FES YAMANASHI 2022 出演権争奪戦」に参加[t 14]
- 10月29日　単独公演「宝華繚乱」を渋谷DESEOにて開催。[t 15]
- 11月23日　単独公演「震天鳴動」を新宿Zirco Tokyoにて開催。[t 16]
- 11月30日～12月5日　宮瀬 由菜がエッグスタープロデュース公演 舞台「Juliet」に出演。[t 17]
- 12月26日　単独公演「大星祈願」を新宿WALLYにて開催。[t 18]

### 2023年
- 1月2日　単独公演「謹賀新年」を赤羽ReNY alphaにて開催。[t 19]
- 1月26日　1stワンマンライブ「金色昇天」を新宿ReNYにて開催。[t 20]
  - 同公演において、グループ初の東名阪ツアーが3月～4月にかけて開催されることが発表された。
  - 同公演において、新衣装がお披露目された。（衣装デザイン：咲月 仁乃）
- 1月27日　緑川 希星が「アームズマガジン3月号」にモデル掲載。
- 1月28日　グループ初の公開配信イベント「勇往配信特別編　公開配信SP!!」を歌舞伎町sparkleにて開催。[t 21]
- 2月14日　NIG2023（NEXT IDOL GRANDPRIX 2023）の予選を突破し決勝進出を決める。[t 22]
- 2月22日　「MARQUEE Vol.149」に掲載。
- 2月28日　兵頭 妃華が所属事務所の意向によりグループを脱退。[t 23][t 24][4]
- 4月23日　TOKYO GRAVURE IDOL FESTIVALとの連動企画「春のTGIF 週プレ賞 2023」に、グループを代表して藍谷依茉、姫翠瑛梨依が参加[5]。
- 5月21日　グループ名の表記が「功夫少女」から「カンフーガールズ」に変更され、それに伴いグループロゴも刷新された。
- 8月6日　「TOKYO IDOL FESTIVAL 2023」に初出演。[6]
- 8月15日　同年9月17日をもって現体制の活動休止が決定、これに伴い現メンバー全員(6名)の卒業も同時に発表された。[7]
- 9月17日　Shibuya Milkywayにて、「カンフーガールズ現体制終了公演-功夫少女-」を開催。現体制での活動を休止した。

## メンバー
- ライブMC等の立ち位置は客席から向かって左（下手側）から順に、藍谷 依茉、姫翠 瑛梨依、白城 胡桃 、緑川 希星、宮瀬 由菜、咲月 仁乃、兵頭 妃華 の並びになる。

### 旧メンバー
| 名前                        | 誕生日  | 出身地 | 血液型 | 身長    | 担当カラー         | 活動期間         | 備考                                                                  |
| --------------------------- | ------- | ------ | ------ | ------- | ------------------ | ---------------- | --------------------------------------------------------------------- |
| 兵頭 妃華 ひょうどう ひそか | 2月4日  | 群馬県 | O型    | 146.7cm | オレンジ           | 結成 - 2023年2月 | 元・大御神 2023年11月より スプスラッシュ                              |
| 咲月 仁乃 さつき にの       | 5月10日 | 東京都 | O型    | 165cm   | 紫色               | 結成 - 2023年9月 | 2025年2月より 夢みるアドレセンス（宇佐木 にの）                       |
| 宮瀬 由菜 みやせ ゆな       | 10月8日 | 宮城県 | A型    | 154cm   | ピンク             | 結成 - 2023年9月 |                                                                       |
| 緑川 希星 みどりかわ きらら | 8月17日 | 千葉県 | A型    | 176cm   | 水色               | 結成 - 2023年9月 | 元・SCRamBLE:月愛 きらら                                              |
| 白城 胡桃 しらき くるみ     | 9月28日 | 愛媛県 | B型    | 148cm   | ミルクホワイト     | 結成 - 2023年9月 | 2025年6月より ワガママなラストノート（森 くるみ）                     |
| 姫翠 瑛梨依 きすい えりい   | 5月6日  | 東京都 | B型    | 158cm   | エメラルドグリーン | 結成 - 2023年9月 | 元・i*chip_memory:花園えりい 元・きっと、これが世界?:神崎えりい       |
| 藍谷 依茉 あいたに えま     | 3月26日 | 長野県 | O型    | 163cm   | 黄色               | 結成 - 2023年9月 | 元・LAUGH CARROT:白石 エマ 2023年12月より どーぴんぐ疑惑（茉乃 えま） |

## 楽曲一覧
| #  | 曲名                            | 作詞                 | 作曲         | 配信日         | 備考                      |
| -- | ------------------------------- | -------------------- | ------------ | -------------- | ------------------------- |
| 1  | 功夫物語 （カンフーストーリー） | エビスラムネ         | エビスラムネ | 2022年5月14日  |                           |
| 2  | 獅子奮迅 （ししふんじん）       | エビスラムネ         | エビスラムネ | 2022年6月19日  |                           |
| 3  | 舞踏遊宴 （ぶとうゆうえん）     | エビスラムネ         | エビスラムネ | 2022年9月26日  |                           |
| 4  | 東方伝説 （とうほうでんせつ）   | エビスラムネ         | エビスラムネ |                |                           |
| 5  | 満漢全席 （まんかんぜんせき）   | エビスラムネ         | エビスラムネ |                |                           |
| 6  | 虎虎老虎 （トラトラタイガー）   |                      |              |                |                           |
| 7  | 秘密幽玄 （ひみつゆうげん）     | ちぎら、エビスラムネ | RYO-P        | 2022年7月19日  |                           |
| 8  | 愛仁豆腐 （あいにんどうふ）     | Demi.                | RYO-P        | 2022年11月23日 |                           |
| 9  | 神龍闘人 （ドラゴンファイター） | エビスラムネ         | エビスラムネ | 2023年1月2日   | 藍谷 依茉が振り付けを担当 |
| 10 | 棒棒棒鶏 （バンバンバンジー）   | katz                 | katz         | 2023年5月21日  |                           |
| 11 | 麻良善雀 （まぁいいじゃん）     | 碧位奈子             | RYO-P        | 2023年5月21日  |                           |
| 12 | 好好恋旅 （ハオハオランデブー） |                      |              |                |                           |

## メディア出演

### 雑誌掲載
- アームズマガジン3月号（2023年1月27日,ホビージャパン,ISBN4910114090339）-掲載（緑川 希星）
- MARQUEE Vol.149（2023年2月22日,星雲社,ISBN9784434315824）

### ツイート
1. ↑  kungfu_girlsのツイート（1525434457523560448）
2. ↑  kungfu_girlsのツイート（1538160951169454081）
3. ↑  
hado_idolのツイート（1538793838747484161）
4. ↑  
Kungfu_girlsのツイート（1541635145865646081）
5. ↑  Kungfu_girlsのツイート（1542798456934150145）
6. ↑  Kungfu_girlsのツイート（1545764616277356544）
7. ↑  Kungfu_girlsのツイート（1546035430742560768）
8. ↑  Kungfu_girlsのツイート（1549050645029593088）
9. ↑  TGIF_ENNICHIのツイート（1550144104033841152）
10. ↑  Kungfu_girlsのツイート（1560980319137775617）
11. ↑  Kungfu_girlsのツイート（1561234725099819009）
12. ↑  Kungfu_girlsのツイート（1567076824869654530）
13. ↑  Kungfu_girlsのツイート（1570004586664198147）
14. ↑  Kungfu_girlsのツイート（1574318160571834368）
15. ↑  Kungfu_girlsのツイート（1586357172119965696）
16. ↑  Kungfu_girlsのツイート（1595397490810855427）
17. ↑  Kungfu_Yunaのツイート（1599650216269185026）
18. ↑  Kungfu_girlsのツイート（1607668904704495617）
19. ↑  kungfu_girlsのツイート（1609910230997159942）
20. ↑  kungfu_girlsのツイート（1618618313202077696）
21. ↑  kungfu_girlsのツイート（1619290619909898240）
22. ↑  kungfu_girlsのツイート（1625350667224379393）
23. ↑  kungfu_girlsのツイート（1630525291092393989）
24. ↑  PI_llcのツイート（1630523626029203457）